# ゾンビヴァイタル 〜迷宮の経営者〜
『Zombie Vital 〜迷宮の経営者〜』（ゾンビヴァイタル めいきゅうのけいえいしゃ）は、日本のパソコンゲーム開発会社Studio GIW（スタジオギウ）が開発、ベクターによりダウンロード販売されるWindowsパソコン用経営シミュレーションゲーム（シェアウェア）である。ダイソーにて一部が遊べる『ゾンビの迷宮 ゾンビヴァイタル』（ザ・ゲームシリーズNo.41）としても発売された。ベクター主催の「Best Online Soft of 2004」受賞作品。

## 概要
StudioGIWが個人製作を行っていた2004年6月6日に発表され、同社設立（2005年2月1日）間もなく『モンスターシミュレーション』（アムヴァリット）と相前後して『ゾンビの迷宮』と題したダイソー版が発売された。また、ダイソー版発売から10年後にあたる2015年にはズーから『Dungeon Manager ZV』と題したSteam版の配信が開始され、同年11月12日からは『Dungeon Manager ZV』の日本語版の配信も行われた。
同社のRPG『ヴァスタークロウズ』と世界観を共有するファンタジー世界を舞台としてダンジョンを作成、やってくる冒険者を誘引・誘導すべく経営を進め、ゲーム世界における名実共に最高評価のダンジョンを目指すリアルタイム進行のゲームである。画像や映像表現を一切使わず、文字と数字、記号、音の演出によって全てを表現する、近年のコンピュータゲームには珍しい特徴を持つ。この理由として公式ホームページでは、ダンジョン内をさ迷う冒険者の姿を思い描くことでプレイヤーにイメージ（想像力）の快感を味わってもらうため、としている。
プレイヤーの目的は、自分の経営するダンジョン（ZV-DG）が、ゲーム世界における99のダンジョンを順位付ける「知名度」（Score）と「強さ」（Monster-Force）の両方において1位評価を得ることである。「知名度」は冒険者を満足させて帰還させることにより上昇し、「強さ」はモンスターに冒険者を倒させて成長を促すことにより上昇する。即ち、冒険者を満足させその生殺与奪の権を握ることが直接的な目標となる。

## ゲームシステム

### ダンジョンの構築
ゲーム画面は、ダンジョン1階層分の用地を示す縦3×横3から成る9つのエリア（AREA）と呼ばれる枠を中心に構成され、最初は地下1階分のみ用地が表示され、入り口に面したAREA.3のみが設定された状態で始まる。エリアは既に開発された場所の隣のみ開発でき（つまり初手はAREA.2もしくはAREA.6のみ開発可能）、開発されたエリアにはゾンビとトラップ、モンスター、さらにレアアイテム、階段を配置できる。
ゾンビ（Zombie）は階数により上限はあるもののエリア毎に複数配置でき、各々のゾンビには合計20の範囲で攻撃力と防御力を調節できる。一方、トラップ（Trap）は各エリアに1つずつ配置でき、階数に応じた上限までレベルを設定して威力を上げることができる。
モンスターはスライムとゴーレム、デーモンの3種あり、ゾンビには無いレベルによる成長の概念を持つ。モンスターはエリアにつきいずれか1体のみ配置でき、配置された全モンスターの能力値の合計が、ダンジョンの「強さ」評価に反映される。また、成長したモンスターを「ラストボス」（Last-Boss）や「四天王」に指定すると当該モンスターの能力に応じて「知名度」評価や来訪する冒険者のレベルに影響を与える。
レアアイテムはゲーム世界に各々1つしか存在しない貴重なアイテムであり、これをダンジョン内に配置することにより、それぞれの希少度を示す「レアリティ」（Rarelity）が「知名度」に反映されて、冒険者を誘引する。加えて、ダンジョンに設置したレアアイテムいずれか1つを「ラストアイテム」（Last-Item）に指定すると、そのレアリティによって冒険者をさらに強力に呼び寄せる。なお、ゲーム開始時からいきなり冒険者がやって来ることはないが、最初から持っている「騎士の紋章」（KNIGHT-EMBLEM）をダンジョンに設置した時点から冒険者が訪れるようになり、これが事実上のゲームスタートとなる。さらに、レアアイテムは冒険者が装備した場合とエリアに配置した場合とでそれぞれ異なる特殊効果を発揮し、例えば上記「騎士の紋章」は、冒険者が装備すると攻撃力を1上昇させ、エリアに設置するとエリア内のゾンビの攻撃力と防御力が10％上昇する効果を持つ。
階段はエリア毎に1つ設置することができ、いずれかのエリアに下り階段を設置すると下階層の同じ位置のエリアが昇り階段を持つエリアとして開発される。階層は深くなるにつれて開発に必要な資材が増加する反面、ゾンビの配置数やトラップレベルの上限が上がる。
ダンジョン開発や経営に必要な資材には、「BONE」（冒険者の屍、資源）、「VELIS」（ヴェリス、魂の原料）、「Dark-VELIS」（ダークヴェリス、怨念）の3種がある。BONEは主にダンジョン開発全般に使われ、冒険者を倒すことにより、冒険者のクラス（職業）に応じた量が得られる。VELISはモンスター作成やゾンビの復活に必要で、冒険者を倒した際にその満足度に応じて得られる。Dark-VELISはゴーレムやデーモンの作成、冒険者が使う「帰還魔法陣」の妨害に使い、冒険者によってゾンビやモンスターが倒されると得られる。

### 冒険者の来訪
最初のレアアイテム（騎士の紋章）を設置すると、冒険者がやって来始める。冒険者がダンジョンに侵入してくる様子は画面上部に、線の上を移動する記号で表現され、赤い丸が通常の冒険者、黄色い丸がレアアイテムを装備した冒険者、黄色い星が徒党を組んだ冒険者のパーティを示す。いずれも線上を左から右へと移動していき、右端の矢印記号にたどり着くとダンジョンのB1-AREA.3（地下1階のエリア3）に出現する。
ダンジョンに侵入した冒険者はクラス名の略称とヒットポイント及び満足度を示す赤と青の棒とによって表現される。侵入した冒険者の詳細は画面右側に一覧表示された冒険者名にカーソルを載せると攻撃力や防御力、所持しているレアアイテムなどが分かり、画面左側の階層一覧では侵入した冒険者がどの階層におよそどの様な分布で存在するかが分かる。
冒険者とゾンビ、モンスターとの戦闘は、エリア内のそれぞれを示す表示の赤い明滅と音によって表現される。戦闘は全て自動的に解決され、プレイヤーは一切介入できない。モンスターやレアアイテムをエリアから撤去して強力な冒険者から避難させることはできるが、撤去されたモンスターやアイテム分の「知名度」や「強さ」が減少して新たに来訪する冒険者のレベルやクラスが下がる場合もある。また、一部のレアアイテムを装備した冒険者はそれによって特殊能力を得ている場合があり、例えば全く傷を負っていない高レベルモンスターでさえも一撃で倒されることもある。十分な資材があれば倒されたゾンビは時間経過によって何度でもよみがえるしトラップも自動的に再設置されるが、倒されたモンスターは二度と復活しない。冒険者によって奪われダンジョンの外へ持ち去られたレアアイテムは、しばらく後にそれを装備した冒険者が来訪すれば、彼を倒すことにより再び入手できる。
冒険者はゾンビやモンスターを倒したり、より深い階層へ到達したり、レアアイテムを入手することによって満足度（SA）が上昇する。満足度が一定量に達したりヒットポイントが残り少なくなった冒険者は帰還を試みる場合があり、その手段としては即座にダンジョンから離脱する「帰還魔法陣」を使う方法と、徒歩でB1-AREA.3の出口を目指す方法の2者がある。プレイヤーは冒険者に前者の方法を強要することはできないが、前者をDark-VELISを使って妨害することにより強制的に後者の方法を採らせることはできる。満足度の高い冒険者は倒すと多くのVELISが得られ、帰還させると「知名度」を上昇させるので、いかに冒険者の満足度を高め、なおかつ彼らに対し状況に応じた処遇を上手に行うかがゲームの醍醐味となる。

### ドラゴンの卵
ダンジョンを深く構築すると、稀に「ドラゴンの卵」（D-Egg）を得ることがある。これは孵化させると文字通りドラゴンとなり、ダンジョンの知名度や強さを大幅に高める存在になり得るが、孵化させるには地熱の高い地下10階に配置する必要があり、なおかつそのエリアで冒険者を倒して血肉を与えなければならない。ドラゴンの卵自体は攻撃力を持たないモンスター扱いなので、これを設置したエリアではゾンビとトラップのみで冒険者を倒す必要がある。

## 冒険者のクラス名
名称の後ろのカッコは、公式webサイトにおける邦訳名。また、このゲームでは冒険者のクラス別による特徴としては強さや帰還傾向以外目立つ区別が無いので、大きく異なる2系統のみ本項では解説し、それぞれを便宜上「戦士系」「盗賊系」と呼ぶ。なお、各々下に記すほど高位である。

### 戦士系
主にゾンビやモンスターとの戦闘を目的とする冒険者。盗賊系の様な特殊能力は持たない一方、高位になるほど戦闘能力に秀でゾンビやモンスターを倒されることがある。
Novice（見習い戦士）
Fighter（戦士）
Warrior（熟練の戦士）
Valkyrie（死司る女戦士）
Samurai（侍）
Knight（騎士）
Paladin（聖騎士）
BlackKnight（黒騎士）
SwordMaster（剣聖）
DragonKnight（竜騎士）
LordWarrior（剣王）
?Knight（?（伝説の騎士））

### 盗賊系
主にレアアイテムを目的とする冒険者。俊敏性に優れ、トラップの解除能力を持ち、高位になるほど高レベルのトラップを解除してしまう。さらに、モンスターを配置したエリアにあるレアアイテムをも奪われることがある。
Thief（盗賊）
Rogue（迷宮盗賊）
Ninja（忍者）

## ゾンビの迷宮（ダイソー版）
上述のダウンロード販売版とダイソー版との違いは、勝利条件として「2つのランキングで10位以内に入ること」となっている点と、作成できる階層が地下5階（B5F）までに制限されている点、さらに冒険者を2000人倒す（KILLが2000に達する）までに勝利条件を満たせないとゲームオーバーとなる点、の3点である。一方、セーブデータは両者間に違いが無く、ダイソー版のセーブファイルをダウンロード版フォルダにそのまま上書きすれば、プレイ状況を引き継ぐことができる。

## 関連作品
StudioGIWサウンドトラック「居酒屋迷宮」
ゾンビヴァイタルイメージソング「居酒屋迷宮」と、同エンディング曲、『戦国の兵法者』、『ミックスヴェリス』、『ジャキマチ忍者修行!!』、『アムヴァリット 源霊の森』に使われたゲームミュージックを収録したサウンドトラック。公式サイトから無料ダウンロードできるが、「制作支援」として1000円（税込）支払うことにより、「居酒屋迷宮」カラオケ版の解凍パスワードが送られる。
ゾンビヴァイタル挿入歌「居酒屋迷宮」
作詞・作曲；M.Sekiya（StudioGIW）
編曲；華飯
イラスト；くろな
歌；有馬美咲
Comic Velis（コミックヴェリス）
StudioGIWにより2007年2月15日に創刊された無料ウェブコミック誌。複数の漫画家による同社制作の各ゲーム作品に関する4コマ漫画を中心とし、ゾンビヴァイタルを扱った漫画も収録されている。

## 掲載誌
- 週刊アスキー501号（2004年7月27日発売）（アスキー・メディアワークス）
- Windows Start2004年10月号（2004年8月27日発売）（毎日コミュニケーションズ）
- PC・GIGA2004年10月号（2004年9月3日発売）（インフォレスト）
- 「DIGIスパイダー」Vol.1（2004年9月15日発売）（英知出版）
- PC Japan2005年1月号（2004年12月13日）（ソフトバンククリエイティブ）
- 「遊べるゲーム フリー&シェアソフト厳選160 For Windows」（2005年9月9日）（成美堂出版）ISBN 9784415102092